# IPhone 6 Plus
L'IPhone 6 Plus és un smartphone amb iOS 8 dissenyat i fabricat per Apple Inc llançat durant un esdeveniment de premsa el 9 de setembre de 2014. El dispositiu, juntament amb l'iPhone 6, serveix com un successor de l'iPhone 5S. Amb una pantalla de 5,5 polzades, l'iPhone 6 Plus marca el primer increment important en la mida de pantalla física per a la línia d'iPhone des de la pantalla més alta de l'iPhone 5.

## Especificacions
Les aplicacions seran capaços d'aprofitar l'augment de mida de la pantalla per mostrar més informació en pantalla; per exemple, l'aplicació de correu electrònic utilitza un disseny de doble panell similar a la seva versió de l'iPad, quan el dispositiu està en mode horitzontal, mostra imatges del contacte a l'aplicació de missatges. Aquestes funcions només estan disponibles a l'iPhone 6 Plus. Es va afegir un gest d'accessibilitat; doble toc en el botó Inici llisqui la meitat superior del contingut de la pantalla cap avall de manera que els usuaris no hauran d'arribar fins al final a la part superior de la pantalla per, per exemple, toca un botó "back" a la cantonada superior esquerra. L'accessibilitat està disponible en l'iPhone 6 Plus i iPhone 6. A més, l'iPhone 6 Plus inclou estabilització òptica d'imatge, mentre que l'iPhone 6 només té estabilització d'imatge digital.